# ヨハン・クリスティアン (プファルツ＝ズルツバッハ公)
ヨハン・クリスティアン（Johann Christian, 1700年1月23日 - 1733年7月20日）は、プファルツ＝ズルツバッハ公である。彼はプファルツ＝ズルツバッハ公テオドール・オイスタッハとヘッセン＝ラインフェルス＝ローテンブルク方伯ヴィルヘルムの娘エレオノーレ・マリー・アマーリア・フォン・ヘッセン＝ラインフェルス＝ローテンブルクの次男として誕生した。

## 継承と治世
兄ヨーゼフ・カールが1729年に死去したため、ヨハン・クリスティアンは1732年の父の死後にプファルツ＝ズルツバッハ公位を継承した。しかし、彼の治世は短く、翌1733年7月20日に自身も死去した。

## 家族と子孫
ヨハン・クリスティアンは生涯に2度結婚している。
1722年2月15日、フランス大元帥テュレンヌ子爵の又姪にあたるベルヘン・オプ・ゾーム辺境女伯マリー・アンリエット・ド・ラ・トゥール・ドーヴェルニュ（1708年 - 1728年）と結婚し、2子を儲けた。しかし、マリー・アンリエットは1728年に早世した。
子女は以下の通りである。
- カール・テオドール（1724年12月11日 - 1799年12月31日）: プファルツ＝ズルツバッハ公を継承。本家のプファルツ選帝侯カール3世フィリップに嗣子がなかったため、1742年にカール3世の孫娘エリーザベト・アウグステと結婚した。1743年にカール3世フィリップの死後、プファルツ選帝侯位を継ぎ、1777年にはバイエルン選帝侯位も獲得した。
- マリア・アンナ（1728年生）

最初の妻の死後、ヨハン・クリスティアンは1731年1月17日に、ヘッセン＝ローテンブルク方伯エルンスト2世レオポルトの娘で従妹にあたるエレオノーレ・フィリッピーナ（1712年 - 1759年）と再婚した。しかし、その2年後に彼自身が死去したため、2人の間に子供はなかった。

## 参考書籍
- 菊池良生 『ドイツ三〇〇諸侯 一千年の興亡』 河出書房新社、2017年。
- 関田淳子 『ビジュアル選書 ドイツ王室一〇〇〇年史―ヨーロッパ史を動かした三王家の栄華と終焉』 青春出版社、2013年。